# Ерих I (Брауншвайг-Каленберг-Гьотинген)
Вижте пояснителната страница за други личности с името Ерих I.
Ерих I Стари (на немски: Erich I, „der Ältere“; * 16 февруари 1470, дворец Ровенбург, Нойщат ам Рюбенберге; † 30 юли 1540, Хагенау/Елзас)) от род Велфи (Среден Дом Брауншвайг), е херцог на Херцогство Брауншвайг-Люнебург (1491 – 1540) и от 1495 г. до смъртта си княз на Каленберг-Гьотинген.

## Живот
Той е вторият син на херцог Вилхелм II Млади (1425 – 1503) и съпругата му Елизабет фон Щолберг-Вернигероде (1428 – 1520/1521). По-големият му брат е Хайнрих I от Брауншвайг-Волфенбютел († 23 юни 1514).
Още като млад Ерих прави поклонение в Йерусалим, пътува през Италия и след това постъпва на служба при своя кръстник император Максимилиан I. През 1497 г. участва в поход против турците и се бие в по-късните войни против Венеция, Швейцария и Франция. През 1504 г. в Баварско-ландсхутската война той спасява живота на императора в битката при Регенсбург и затова по негова молба императорът остава жителите на замъка свободни и го прави рицар. През 1505 г. 35-годишният херцог Ерих I фон Каленберг прави Нойщат ам Рюбенберге за своя втора резиденция.
След като първият му брак (от ок. 1496/1497) с вдовицата на ерхерцог Сигизмунд от Австрия, Катарина Саксонска (1468–1524), дъщеря на херцог Албрехт III от Саксония, остава бездетен, той се жени след нейната смърт на 7 юли 1525 г. за още 15-годишната Елизабет фон Бранденбург (1510 – 1558), дъщеря на курфюрст Йоахим I от Бранденбург от род Хоенцолерн. Тя ражда наследника му Ерих II (1528 – 1584). Когато Елизабет се разболява при раждане през 1528 г., тя обвинява любовницата на съпруга си, Анна Румшотел, като вещица. Тя задължава съпруга си да проведе инквизиция-процес. Множество жени са изгорени, любовницата си Ерих оставя да избяга. Тя обаче по-късно е изгорена в Хамелн.
От 1527 до 1530 г. той строи замък Ерихсбург, наречен на родения му син Ерих II през 1528 г. През 1529 г. Ерих разрешава на град Хановер да празнува годишно празник на стрелците.
Херцог Ерих I умира на 30 юли 1540 г. по време на имперското събрание в Хагенау. Той има задължения от 900 000 талери и затова е погребан едва след една година през 1541 г. в църквата „Св. Блазии“ в Хан. Мюнден, след изплащането на задълженията му в Хагенау. Всеки жител от херцогството му трябвало да плати по 16 пфениги. Неговият син Ерих II бил още дете, затова майка му, херцогиня Елизабет, за пет години поема управлението. През 1546 г. Елизабет се омъжва за граф Попо XII от Хенеберг (1513 – 1574).

## Деца
Херцог Ерих има от втория си брак с Елизабет фон Бранденбург един син и три дъщери:
- Елизабет (1526 – 1566), ∞ (1543) граф Георг Ернст фон Хенеберг (1511 – 1583)
- Ерих II (1528 – 1584), херцог на Брауншвайг-Каленберг
- Анна Мария (1532 – 1568), ∞ (1550) Албрехт Стари, маркграф на Бранденбург-Ансбах, херцог на Прусия (1490 – 1568)
- Катарина (1534 – 1559), ∞ (1557) Вилхелм фон Розенберг, главен бургграф на Бохемия (1535 – 1592)